# Коцюбинская, Вера Устиновна

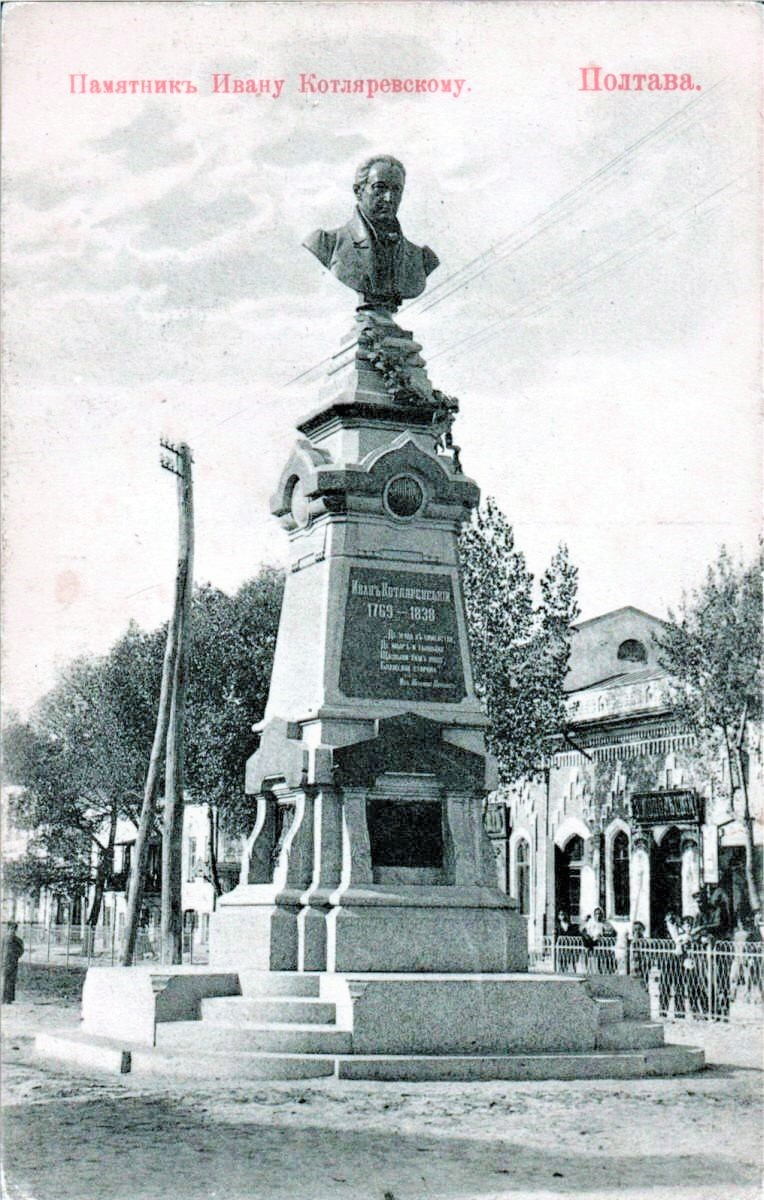
Памятник Котляревскому в Полтаве

Вера Устиновна Коцюбинская (укр. Віра Устимівна Коцюбинська, девичья фамилия Дейша; 1863—1921) — жена писателя Михаила Коцюбинского, революционерка и общественный деятель.

## Биография
Родилась 22 сентября 1863 года во Ржеве. Происходила из дворянской семьи рода Гортинских по материнской линии: отец — Устин Дейша — из запорожских казаков, мать — Юлия Степановна Гортинская.
Когда умер отец Веры, мать с детьми вернулась в Украину и поселилась в Чернигове. Там жил её брат — известный врач Василий Степанович Гортинский. Юлия Степановна была образованной женщиной, окончила Смольный институт благородных девиц в Петербурге, знала иностранные языки, играла на фортепиано; поэтому получила должность начальницы Черниговского епархиального училища.
Начальное образование Вера получила в Черниговской гимназии, по окончании которой некоторое время работала в женском духовном училище преподавателем. Впоследствии продолжила своё образование в Петербурге на естественном факультете высших Бестужевских курсов.
В Петербурге молодая девушка погрузилась в революционную и общественную работу, имела широкий круг общения, включилась в украинское националистическое движение. По возвращении в Чернигов она стала участница общественных организаций: была членом правления общественной библиотеки, член украинской «Громады» и других молодёжных кружков. В 1896 году, по требованию Варшавского жандармского управления, на неё был наложен домашний арест, осложнившийся предсмертным состоянием матери. Её смерть совпала с переводом Веры в черниговскую, а потом Варшавскую тюрьму, где она некоторое время находилась в одиночной камере. Через полгода девушка была освобождена и отдана на поруки брату, жившему в Москве. Затем она снова вернулась в Чернигов.
Общественная деятельность способствовала знакомству Веры Дейши с Михаилом Коцюбинским. Произошло это в Киеве на съезде «Громады» в 1894 году, куда они были делегированы. Впоследствии, получив приглашение от украинского писателя Бориса Гринченко, Михаил Михайлович приезжал в Чернигов, где снова встречался с Верой Устиновной. Поженились они 24 января 1896 года в одной из винницких церквей.
После смерти в 1913 году Михаила Михайловича, Вера Устиновна не прекратила общественной работы. Она создала в Чернигове первую украинскую школу им. Б. Гринченко, беспокоилась о сохранении наследия Михаила Михайловича. В 1903 году в числе многих приглашенных Вера Коцюбинская присутствовала на открытии памятника Ивану Котляревскому в Полтаве.
Умерла Вера Устиновна в 1921 году в Чернигове, куда возвращалась после эвакуации, заболев тифом. Была похоронена рядом с мужем на Болдиной горе.
15 апреля 2008 года в Черниговском литературно-мемориальном заповеднике М. Коцюбинского состоялась презентация нового издания — писем писателя к жене Вере «Я так породнился с тобой…» (Киев, издательство «Ярославов Вал»). Участие в издании принял директор заповедника Игорь Коцюбинский — правнук писателя.

## Семья
- Муж Михаил Михайлович Коцюбинский (1863—1921) — украинский писатель, общественный деятель, классик украинской литературы.
  - Сын Юрий (1896—1937) — большевик, революционер, военный и партийный деятель.
  - Сын Роман (1901—1937) — c 1921 года служил в Червонном казачестве.
  - Дочь Оксана (1898—1920) — участница революции и Гражданской войны, жена В. М. Примакова, умерла при родах.
  - Дочь Ирина (1899—1977) — автор мемуаров.

## Киновоплощение
- 1970 — «Семья Коцюбинских». В роли Веры Коцюбинской — Руфина Нифонтова.